# Potentilla petraea
Potentilla petraea är en rosväxtart som beskrevs av Carl Ludwig von Willdenow och Schltdl.. Potentilla petraea ingår i Fingerörtssläktet som ingår i familjen rosväxter. Inga underarter finns listade i Catalogue of Life.